# Старогрчко позориште
Старогрчко позориште, или древни грчка, драма, позоришни култура, које је постојала у Старој Грчкој око 550. до око 220. п. н. е. Грчки град-држава Атина, која је постала значајна културна, политичка и војна сила у овом периоду, био је његов центар. Позориште у Атини, у посебном објекту, као део фестивала Дионисија у част грчког бога вина, Диониса. Трагедија (на крају 6. в. п. н. е.), комедија (486. п. н. е.), и сатира су три драматичне жанра, која су настала управо у класичној Атини. Из Атине се шире свечаности у бројне грчке колоније, и градови њених савезника, у циљу промовисања заједничког културног идентитета. Нововековно европско позориште је засновано управо на атинској драми, која је значајно обележила светску културу у целини.
У почетку је позориште било једноставан круг усред неке равнице, у којој се певало и плесало. Публика је стајала са стране, а у циљу да се боље виде. У касније време су почели да се постављају на околним брдима. Тамо су временом почели да граде и места, прво, дрвена, а касније камена и тако је настало полукружно позориште или theatron. Грчко позориште је веома цењено; у дворанама је било и до 25.000 места, а у Атини чак 30.000 места.

## Порекло
Класични Грци су ценили моћ изговорене речи и она је била њихов главни метод комуникације и приповедања. Бан и Бан пишу: „За Грке је изговорена реч била жива ствар и бескрајно дража од мртвих симбола писаног језика. Сам Сократ је веровао да када се нешто запише, губи способност промене и раста. Из ових разлога, између многих других, у Грчкој је цветало усмено приповедање.
Грчка трагедија, како је данас позната, настала је у Атини око 532. године пре нове ере, када је Теспис био први снимљени глумац. Као победник првог позоришног такмичења одржаног у Атини, он је био предводник, дитирамба који су се изводили у Атици и околини, посебно у руралној Дионизији. До Тесписовог времена, дитирамб је еволуирао далеко од својих култних корена. Под утицајем херојске епике, дорске хорске лирике и иновација песника Ариона, постао је наративни жанр балада. Због њих се Теспис често назива „оцем трагедије“; међутим, његова важност је спорна, а Теспис се понекад наводи чак и на 16. месту у хронолошком реду грчких трагичара; државник Солон је, на пример, заслужан за стварање песама у којима ликови говоре сопственим гласом, а говорно извођење Хомерових епова рапсода било је популарно на фестивалима пре 534. године пре нове ере. Дакле, Тесписов прави допринос драми је у најбољем случају нејасан, али је његовом имену дат дужи живот, на енглеском, као уобичајени израз за извођача — тј. „thespian“.
Драмске представе биле су важне за Атињане – то је јасно видљиво стварањем трагедијског такмичења и фестивала у градској Дионизији (или Великој Дионизији). Ово је организовано вероватно ради неговања лојалности међу племенима Атике (коју је недавно створио Клистен). Фестивал је настао отприлике 508. године пре нове ере. Иако не постоје драмски текстови из шестог века пне, позната су имена тројице такмичара поред Тесписа: Чоерилус, Пратинас и Фриних. Сваки од њих је заслужан за различите иновације у овој области.
О Фриниху су познати неки подаци. Победио је на свом првом такмичењу између 511. п. н. е. и 508. п. н. е. Произвео је трагедије на теме и субјекте који су касније експлоатисани у златном добу, као што су Данајде, Феничанке и Алкестида. Био је први песник за кога се зна да је користио историјску тему – његов Пад Милета, настао 493–492, бележи судбину града Милета након што су га освојили Персијанци. Херодот извештава да су „Атињани на много начина показали своју дубоку тугу због заузимања Милета, а посебно на овај начин: када је Фриних написао драму под насловом Пад Милета и извео је, цело позориште је плакало; казнили су Фриниха новчаном казном од хиљаду драхми за подсећање на несрећу која их је тако лично погодила и заувек су забранили извођење те представе.“ Такође се сматра да је он први који је користио женске ликове (мада не и женске извођачице).

## Позоришни текстови
Позоришне текстови у почетку су се изводили само поводом верских празника у част бога Диониса.
Атински драматурзи су се два пута годишње такмичили на dramskim такмичењима за престижну награду-ловоров венац..
Трагедије, су говориле приче о херојима и моћницима, који су приморани да се суоче са изазовима судбине и тешким одлукама.
Комедија су представљале значајне грађане у необичним и смешним ситуацијама, у којима се није баш држало  до поштовања према боговима.
Програм би почео у зору и садржао би пет извођења. Све активности у граду би престале како би грађани могли присуствовати представама, и тих дана, су и затвореници пуштени на слободу.
Позориште је било једно од ретких јавних места, где је приступ био дозвољен и женама. Публика је негодовала у случајевима лоших представа и то бацањем хране или камења. Сви актери су били мушкарци и они су носили маске. Први текстови су захтевали само једног глумца, и хор од 12-15 људи, који су плесали и певали. Са временом је растао број улога и број глумаца. Есхил, Софокло и Еурипид писали су неке од најлепших грчких трагедија, а Аристофан је био најпопуларнији писац комедија.

## Архитектура
Своју јединственост Грци су потврдили и проналаском архитектуре позоришта. Јасно је, да је њихово разумевање архитектуре дало решење позоришта искључиво на отвореном простору. Изабрали би падину брда, у који су усецали правилни степеници како би направили седишта за гледаоце (kaveje). Седишта су креирана полукружно у равни поља, а у центру су правили  округли или полукружни оркестар за хор и кретање глумаца. На њу се настављао трећи део позоришта – скена. Она је у почетку била заклон у облику шатора који је служио глумцима, а касније се претворио у правоугаони облик окружен стубовима и коришћен је искључиво за потребе радње. Акустика у грчким позориштима била толико добра, да је у последњем реду гледалац чуо исто тако добро као и у првом. Најпознатије је било Атинско позориште, а највеће у Епидауру.
У каснијим пројектима позоришта наглашавала се уздигнута сцена, на рачун оркестра, одражавајући смањивање значаја хора и раст глумца појединца.